# Bombylius fumosus
Bombylius fumosus är en tvåvingeart som beskrevs av Dufour 1852. Bombylius fumosus ingår i släktet Bombylius och familjen svävflugor.
Artens utbredningsområde är Spanien. Inga underarter finns listade i Catalogue of Life.